# Instrument musical de vent

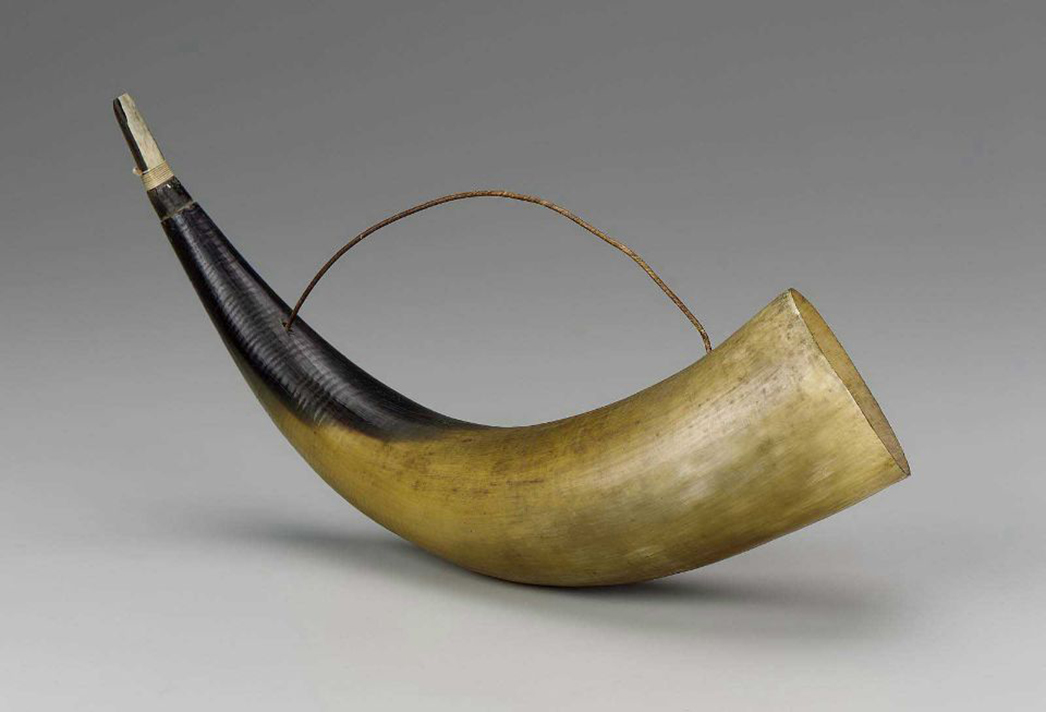
Erke

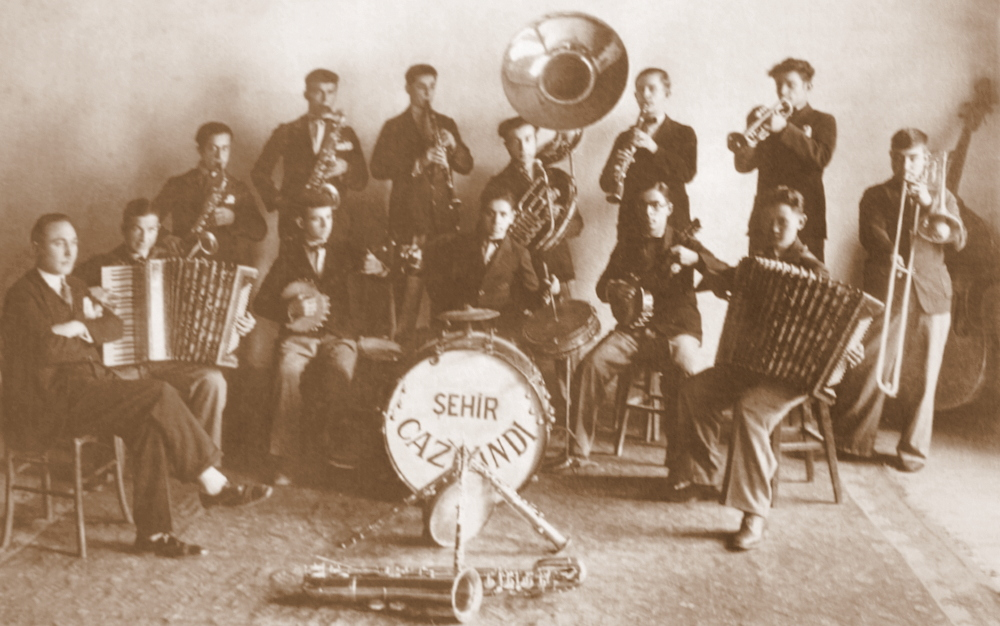
Ensemble de vents del Conservatori Municipal d'Istanbul l'any 1930.

Un instrument musical de vent és aquell que genera un so quan es fa vibrar l'aire, normalment en forma d'una columna d'aire en el seu interior. En la classificació de Sachs-Hornbostel s'anomenen aeròfons.
La freqüència de l'ona generada està relacionada amb la longitud de la columna d'aire -en el cas dels que en tenen, que són la majoria- i la forma de l'instrument. El timbre de cada instrument varia en funció de la construcció i la manera de fer-ne vibrar l'aire.

## Classificacions
Pel que fa a la pràctica musical i a la composició, s'acostumen a classificar en dos grans grups:
- Instruments de vent de metall, com ara la trompa, el trombó, la trompeta o la tuba, que es subdivideixen en:
  - Naturals, que nomes poden reproduir sons armònics.
  - Cromàtics, que poden reproduir tots els tons cromàtics.
- Instruments de vent de fusta, com ara el clarinet, la flauta, l'oboè o el saxòfon.

Cal tenir en compte, però, que aquesta classificació no fa referència, realment, al material amb el qual està construït l'instrument sinó al tipus d'embocadura.
Per a una classificació més sistemàtica, aquests instruments es poden classificar en:
- Instruments de tubs, com per exemple la flauta.
- Instruments de llengüeta lliure, com per exemple l'harmònica i l'acordió.
- Instruments sense tubs ni llengüetes, com per exemple els brunzidors.

Cal fer esment que, per a alguns, els instruments de llengüeta lliure són considerats idiòfons en tant que allò que vibra és el mateix ressonador (la llengüeta).
Els instruments de tubs s'acostumen a classificar en primer lloc segons el tipus d'embocadura:
- De bisell, com per exemple les flautes.
- De llengüeta simple, com per exemple el clarinet.
- De llengüeta doble, com per exemple la gralla.
- De broquet, com per exemple la trompeta.

Els instruments de broquet són els que normalment es classifiquen com a Instruments de metall, i els que tenen els altres tipus d'embocadures, com a instruments de vent de fusta.
També es poden classificar segons que l'aire s'introdueixi en l'instrument bufant directament (flabiol, trombó) o amb alguns mecanisme (cornamusa, orgue, harmònium, acordió). En aquest segon cas poden tenir teclat o no.
Igualment es poden classificar segons que tinguin un sol tub (xeremia), o diversos (sac de gemecs, flauta de pan).
En el cas que tingui un o més tubs, normalment algun d'aquests tubs pot fer diverses notes; i hi ha diversos mecanismes per modificar les notes. Pot ser que el tub tingui forats (oboè), que tingui un mecanisme que permeti escurçar o allargar la llargada del tub (trombó de colissa) o que tingui un altre mecanisme que, per mitjà de pistons (trombó de pistons) o vàlvules (trompa) permeti desviar l'aire per tubs de llargades diverses.
Aquest tub, encara, pot ser de perforació cilíndrica, o cònica, o mixta.